# Toshikatsu Matsuoka
Toshikatsu Matsuoka (松岡 利勝?, Matsuoka Toshikatsu; Prefettura di Kumamoto, 25 febbraio 1945 – Tokyo, 28 maggio 2007) è stato un politico giapponese.

## Biografia
Nato in una famiglia di imprenditori agricoli, frequentò le scuole superiori a Kumamoto e si laureò in agraria nel 1969 nella Prefettura di Tottori. Dal 1970 al 1989 lavorò all'interno del Ministero dell'agricoltura, delle foreste e della pesca giapponese dapprima come impiegato ed in seguito come presidente della Guardia forestale.
Nel 1990 si candidò come deputato e, sostenuto dal Partito Liberal Democratico, venne eletto. Sostenitore di Shizuka Kamei, confermò sempre il suo seggio al Parlamento nipponico ed in tempi recenti si oppose al procedimento di privatizzazione delle Poste operato dal primo ministro Junichiro Koizumi, costringendo insieme ad altri quest'ultimo alle dimissioni.
Nel 2006 divenne Ministro dell'agricoltura, delle foreste e della pesca nel governo guidato da Shinzō Abe ed in questa veste emise un provvedimento con cui certificava e garantiva con marchi particolari i prodotti tipici della cucina giapponese, copiando in tal modo il sistema italiano. La severità con cui i suoi incaricati distinguevano il cibo "originale" da quello "pseudo originale" lo resero molto impopolare, tanto che i mass media chiamarono i controllori del cibo Sushi Police. In seguito a varie proteste, Matsuoka fu costretto a ritirare il provvedimento ed approvarne uno più moderato.
Nell'aprile del 2007 venne accusato di corruzione per aver intascato illegalmente ventisette milioni di yen. Contro Matsuoka, che inizialmente si difese dicendo che i soldi rappresentavano una donazione politica di privati nei suoi confronti, partì un'indagine ed il 28 maggio, proprio nel giorno in cui la Dieta Nazionale del Giappone avrebbe dovuto esprimere il suo parere sulla vicenda, Matsuoka si suicidò impiccandosi nella sua abitazione.
Alcuni suoi collaboratori lo trovarono agonizzante e lo trasportarono all'ospedale dell'università di Keio dove cercarono disperatamente di salvarlo, ma non ci fu nulla da fare.